# Площадь Валерия Харламова
Площадь Вале́рия Харла́мова — площадь на юге Москвы в Даниловском районе Южного административного округа по Автозаводской улице у спортивного комплекса «ЦСКА Арена».

## Происхождение названия
Площадь получила название в июне 2021 года в память о двукратном олимпийском чемпионе и восьмикратном чемпионе мира, заслуженном мастере спорта СССР, хоккеисте Валерии Харламове (1948–1981). Площадь находится недалеко от Музея хоккейной славы, между Зиловским бульваром, Проектируемым проездом № 7012а и Автозаводской улицей.

## Описание
Площадь находится между Музеем хоккейной славы и спортивным комплексом «ЦСКА Арена» и выходит на Автозаводскую улицу между Зиловским бульваром и Проектируемым проездом № 7012а.